# Helmut Stange (Schauspieler)
Helmut Stange (* 20. Februar 1929 in Bremen; † 1. Januar 2018 in München) war ein deutscher Schauspieler.

## Leben
Helmut Stange erhielt seine schauspielerische Ausbildung bei Dora-Maria Herwelly und Justus Ott in Bremen. Er debütierte 1949 am Theater Bremen als Baumgarten in Wilhelm Tell. Später spielte er in Ingolstadt, Hannover, Hildesheim und Lübeck. Bis Ende der 1960er Jahre war er unter Hans Schalla am Schauspielhaus Bochum engagiert, dann am Nationaltheater Mannheim. Stange verkörperte vorwiegend komische und fiese Typen.
Er lebte seit den 1970er-Jahren in München und gehörte von 1973 bis 2001 zur Stammbesetzung der Münchner Kammerspiele, die unter der Intendanz von Dieter Dorn eine der führenden Schauspielbühnen wurde. Er folgte Dorn 2001 an das Bayerische Staatsschauspiel, wo er bis 2011 tätig war. Stange war in Kino- und vielen Fernsehproduktionen zu sehen, unter anderem in den Krimiserien Tatort (1974, 1979) und  Der Kommissar (1975), sowie der Filmkomödie Kleine Haie (1992). Er arbeitete regelmäßig für den Bayerischen Rundfunk.
Zudem lehrte er an der Otto-Falckenberg-Schule in München.

## Filmografie (Auswahl)
- 1970: Thomas Chatterton
- 1974: Tatort: Gefährliche Wanzen
- 1975: Der Kommissar: Der Mord an Dr. Winter
- 1979: Wehe, wenn Schwarzenbeck kommt
- 1979: Tatort: Schweigegeld
- 1980: Der ganz normale Wahnsinn: Zwölftes Kapitel
- 1984: Die Krimistunde (Fernsehserie, Folge 11, Episode: „Ruth’s Problem“)
- 1992: Kleine Haie